# Nils Ove Hellvik
Nils Ove Hellvik (Stavanger, 25 luglio 1962) è un ex calciatore norvegese, di ruolo attaccante.

## Carriera

### Club
Hellvik giocò per il Bryne dal 1979 al 1982. Nel 1983, infatti, passò al Viking: vi restò fino al 1987. Nel 1988 tornò al Bryne, per poi trasferirsi allo Ålgård a partire dall'annata seguente. Nel 1991, tornò ancora una volta al Bryne.

### Nazionale
Conta 5 presenze per la Norvegia. Esordì il 13 novembre 1982, nella sconfitta per 1-0 contro il Kuwait.